# Zlatý pohár CONCACAF 2015
Zlatý pohár CONCACAF 2015 bylo 23. kontinentální mistrovství zemí sdružených fotbalovou asociací CONCACAF pořádané od 7. do 26. července 2015 v USA a Kanadě. Šampionem se stal národní tým Mexika, který porazil ve finále výběr Jamajky 3:1. Za třetí místo se radovala reprezentace Panamy, domácí Spojené státy se tak musely po prohraném penaltovém rozstřelu spokojit s "bramborovou,, medailí.

## Pořadatelská města
Turnaj se odehrával ve třinácti amerických a v jednom kanadském městě. Města byla rozeseta po celém území států, turnaj tedy doprovázelo poměrně dlouhé cestování mezi městy.

## Pořádající města
USA (město, stát):
- Carson, Kalifornie
- Glendale, Arizona
- Frisco, Texas
- Houston, Texas
- Kansas City, Kansas
- Chicago, Illinois
- Atlanta, Georgia
- Baltimore, Maryland
- Charlotte, Severní Karolína
- East Rutherford, New Jersey
- Foxborough, Massachusetts
- Chester, Pensylvánie

Kanada:
- Toronto